# Beat (группа)
Beat — финская поп-группа, представители Финляндии на конкурсе песни Евровидение-1990.

## История
В состав группы входили братья Жан Энгблом (швед. Janne Engblom) и Ким Энгблом (швед. Kim Engblom), а также Тина Краусен (швед. Tina Krausen) и Тина Петерссон (швед. Tina Petersson). Коллектив был образован в 1979 году и примечателен тем, что каждый из участников группы — швед по национальности. Дебютный альбом был выпущен в 1981 году. Группа исполняла музыку на английском и шведском языках.
В 1990 году Beat были выбраны, чтобы представить Финляндию на песенном конкурсе Евровидение. Для этого была выбрана песня на шведском языке (языке нацменьшинства в Финляндии) — «Fri?». Это первая композиция на шведском языке, которая представляла Финляндию на Евровидении. Выступление группы прошло неудачно: набрав только восемь баллов (пять от Исландии, три от Израиля и ни одного от Швеции), Beat финишировали последними, разделив свою позицию с норвежцем Кетилом Стокканом.
В 1992 году коллектив распался. Братья Энгблом в настоящее время являются солистами группы E-band.

## Альбомы
- A Hope for Peace (1981)
- Beat (1990)